# 香港十元紙幣
十元紙幣，現時流通的香港紙幣之一，面額為10港元，現時是港幣裡最小面值額的紙幣。目前只由香港金融管理局發行。由於最大發鈔銀行──香港上海滙豐銀行的10元紙幣長期以來都是以綠色為主調，所以香港民間俗稱「青蟹」。香港金融管理局發行的10元紙幣也被引申稱為「花蟹」。以鈔票編號計算，10元紙幣是兩間發鈔銀行當時所發行的鈔票中數量最多的。

## 歷史

渣打銀行於1929年發行的10元紙幣，現時相當罕有

10元紙幣早在19世紀中已由當時的3間主要發鈔銀行──香港上海滙理銀行（即後來的滙豐銀行）、印度新金山中國渣打銀行（即後來的渣打銀行）、印度倫敦中國三處滙理銀行（即後來的有利銀行）發行。而另一規模較小的香港中華滙理銀行曾在1890年代左右發行10元紙幣。直到二次大戰以前，3間發鈔銀行的10元紙幣的設計分別出現了數次變化，尺寸、顏色、風格一直皆有不同。

戰後，只剩下滙豐銀行及渣打銀行繼續發行戰前樣式的10元紙幣。它們分別在1959年及1961年改變了10元紙幣的設計，兩間發鈔銀行的鈔票除大幅縮小外，尺寸也相同。不過實際上，滙豐銀行的鈔票圖案設計改動不大。而渣打銀行依舊以紅色印刷10元紙幣。

滙豐銀行於1927年至1959年2月間發行的10元紙幣，俗稱「大棉胎」

在1970年，渣打銀行大幅更改鈔票設計，終於改以綠色為主調。而該銀行在1979年又再重新設計一系列鈔票，以中國傳統瑞獸為題材，當中10元紙幣用上了「鯉魚」。
自1985年起，兩間發鈔銀行重新設計10元紙幣，尺寸再度「縮水」，變成現時的大小。滙豐銀行在1992年最後一次發行10元紙幣後，從此便停止發行此面額的鈔票。而渣打銀行在1993年因應香港主權移交日期漸近，更改了原本帶有英國色彩的鈔票設計。不過，此新設計鈔票發行的日子也相當短暫，只維持到1995年。在1994年，中國銀行香港分行（即後來的中銀香港）開始發行港幣鈔票，但沒有發行10元面額的紙幣。

渣打銀行於1987年發行的10元紙幣，俗稱為「長棍鯉」

發鈔銀行逐步停止發行10元紙幣，乃配合香港政府鑄造10元硬幣的計劃。港府原意是希望以10元硬幣來取代10元紙幣，但民眾對10元紙幣的需求仍然相當高，一來因為10元硬幣很笨重，二來每逢過年時，很多人都只會在利是放新鈔票而不放硬幣，以免被覺得寒酸，取消發行10元紙幣變相增加民眾支出。香港主權移交後不久發生了亞洲金融風暴，香港經濟每況愈下，要求恢復發行10元紙幣的呼聲更高。另外，10元硬幣的偽造問題嚴重，在發行後數年間民眾及銀行都收到不少假硬幣，當中更不乏大量生產的個案(包括中國大陸以及香港本地)。所以香港政府便在2002年委託香港金融管理局重新發行10元紙幣(同年9月10日正式推出市面)，以紫色為主色，俗稱為「花蟹」。為此，原本以紫色為主色的50元紙幣需要讓路，重新設計後改以綠色發行。不過，這種10元紙幣的設計跟以往的鈔票有很大出入，而且像「公仔紙」，起初引起不少民眾批評。除設計式樣外，香港金融管理局發行的面額10元鈔票跟由發鈔銀行所發行的其他鈔票在文字上亦有明顯不同。在香港金融管理局發行的面額10元鈔票上，所印有的是「香港法定貨幣」，而其他由銀行所發出的所有鈔票上，所印有的都是「發鈔銀行憑票即付」。
10元硬幣面世後，「青蟹」被市民大量收起，鈔票流通數量大幅下滑，而20元紙幣同時開始大量發行，20元紙幣成為最廣泛流通的鈔票，「青蟹」則變為輔助20元鈔票，就算是後來香港金融管理局發行的「花蟹」都是如此。另外，由於50元紙幣的發行量偏低，所以當民眾在當年用100元紙幣購買50元以下的東西，找續時經常收到最少5張10元「青蟹」紙幣（現在是收到最少2張20元紙幣），而不是1張50元紙幣。 
在2005年9月起，全港所有銀行當收到市民存入之「青蟹」均會全數收回，不再讓其流出市面，然後交往發鈔銀行報銷。事實上現時，買賣找續時收到的10元紙幣，絕大部分都是塑膠製的「花蟹」，另外港鐵單程車票售票機、康文署泳池的硬幣找換機等，已經不接受「青蟹」，改為接受「花蟹」。
2007年7月9日，香港金融管理局首度發行面額10元的塑膠鈔票（俗稱「膠蟹」），成為香港貨幣史上首批塑膠鈔票，其設計與「花蟹」基本相同（不過有一部份透明。）。

## 紙幣暱稱

### 滙豐銀行發行
- 1927-1959年：大棉胎，紙幣尺寸大而得名
- 1959-1983年：中張，紙幣尺寸較小而得名
- 1985-1992年：青蟹，紙幣是綠色

### 渣打銀行發行
- 1931-1956年：羅馬兵，有一個戴頭盔的士兵
- 1959-1970年：紅鎖匙，紅色和有鑰匙的圖案
- 1970-1977年：綠屋，綠色和有當時渣打銀行的大樓
- 1980-1981年：大鯉魚，紙幣尺寸大和有一條鯉魚
- 1985-1991年：長棍鯉，紙幣左邊的條形較長和有一條鯉魚
- 1993-1995年：短棍鯉，紙幣左邊的條形較短和有一條鯉魚

### 政府發行
- 2002-2005年：花蟹，钞票图案花巧而得名
- 2007-2018年：胶蟹，以塑膠製造而得名

## 現時一般流通的十元紙幣
| 發鈔機構 | 香港金融管理局 | 香港金融管理局 |
| 尺寸     | 134mm x 66mm   | 134mm x 66mm   |
| 印製物料 | 棉紙           | 塑膠           |
| 正面圖案 | 幾何圖案       | 幾何圖案       |
| 正面圖案 |                |                |
| 反面圖案 | 幾何圖案       | 幾何圖案       |
| 反面圖案 |                |                |

### 香港金融管理局
| 版本 | 發行年份      | 發行資料     | 簽署                                     | 流通情況   |
| ---- | ------------- | ------------ | ---------------------------------------- | ---------- |
| 2002 | 2002年7月1日  | AA-ML        | 財政司司長：梁錦松、金融管理專員：任志剛 | 現較少流通 |
| 2002 | 2003年1月1日  | MM-RT        | 財政司司長：梁錦松、金融管理專員：任志剛 | 現較少流通 |
| 2002 | 2005年1月1日  | RU-SU        | 財政司司長：唐英年、金融管理專員：任志剛 | 現較少流通 |
| 2007 | 2007年4月1日  | AA-CQ        | 財政司司長：唐英年、金融管理專員：任志剛 | 流通中     |
| 2007 | 2007年10月1日 | CR-PM        | 財政司司長：曾俊華、金融管理專員：任志剛 | 流通中     |
| 2007 | 2012年1月1日  | PN-UZ        | 財政司司長：曾俊華、金融管理專員：陳德霖 | 流通中     |
| 2007 | 2014年1月1日  | VA-ZZ、AA-CZ | 財政司司長：曾俊華、金融管理專員：陳德霖 | 流通中     |
| 2007 | 2018年1月1日  | DA-GR        | 財政司司長：陳茂波、金融管理專員：陳德霖 | 流通中     |

### 滙豐銀行
| 版本 | 發行年份     | 發行資料     | 簽署                                | 流通情況   |
| ---- | ------------ | ------------ | ----------------------------------- | ---------- |
| 1985 | 1985年1月1日 | AA-DT        | 總經理：雷興悟（Peter Wrangham）    | 已退出流通 |
| 1985 | 1986年1月1日 | DU-LV        | 總經理：雷興悟（Peter Wrangham）    | 已退出流通 |
| 1985 | 1987年1月1日 | LW-PT        | 總經理：雷興悟（Peter Wrangham）    | 已退出流通 |
| 1985 | 1988年1月1日 | PU-VU        | 執行董事：雷興悟（Peter Wrangham）  | 已退出流通 |
| 1985 | 1989年1月1日 | VV-YZ、AA-BU | 總經理：施偉富（Paul Selway-Swift） | 已退出流通 |
| 1985 | 1990年1月1日 | BV-FU        | 總經理：施偉富（Paul Selway-Swift） | 已退出流通 |
| 1985 | 1991年1月1日 | FV-ME        | 總經理：施偉富（Paul Selway-Swift） | 已退出流通 |
| 1985 | 1992年1月1日 | MF-YM        | 總經理：施偉富（Paul Selway-Swift） | 已退出流通 |

### 渣打銀行
| 版本 | 發行年份     | 發行資料   | 簽署                                                                            | 流通情況   |
| ---- | ------------ | ---------- | ------------------------------------------------------------------------------- | ---------- |
| 1979 | 1980年1月1日 | A-Y、AA-AG | 香港總經理：白朗（William Brown）、會計總監：A.G. Gledhill                      | 已退出流通 |
| 1979 | 1981年1月1日 | AH-DQ      | 香港總經理：白朗（William Brown）、財務總管：J.A.M. Docherty                    | 已退出流通 |
| 1985 | 1985年1月1日 | A-Q        | 地區總經理：白朗（William Brown）、財務總管：麥華禮（Mark Waller）              | 已退出流通 |
| 1985 | 1986年1月1日 | Q-Y、AA-AM | 地區總經理：白朗（William Brown）、地區財務總管：麥華禮（Mark Waller）          | 已退出流通 |
| 1985 | 1987年1月1日 | AN-BL      | 地區總經理：麥健時（John McKenzie）、地區財務總管：麥華禮（Mark Waller）        | 已退出流通 |
| 1985 | 1988年1月1日 | BL-CX      | 地區總經理：麥健時（John McKenzie）、地區財務總管：麥華禮（Mark Waller）        | 已退出流通 |
| 1985 | 1989年1月1日 | CX-ED      | 地區總經理：麥健時（John McKenzie）、地區財務總管：麥華禮（Mark Waller）        | 已退出流通 |
| 1985 | 1990年1月1日 | ED-EZ      | 總經理：賈世德（Ronald Carstairs）、地區財務總管：麥華禮（Mark Waller）         | 已退出流通 |
| 1985 | 1991年1月1日 | EZ-GK      | 總經理：賈世德（Ronald Carstairs）、財務總監：麥華禮（Mark Waller）             | 已退出流通 |
| 1993 | 1993年1月1日 | A-Y、AA-BH | 地區總經理：黎恪義（Anthony Willilam Nicolle）、財務總監：麥華禮（Mark Waller） | 已退出流通 |
| 1993 | 1994年1月1日 | BJ-CD      | 總經理：黎恪義（Anthony Willilam Nicolle）、財務主管：麥華禮（Mark Waller）     | 已退出流通 |
| 1993 | 1995年1月1日 | CE-DK      | 總經理：華禮信（Ian Ramsay Wilson）、財務主管：不詳                             | 已退出流通 |

## 外部連結
- 拾元塑質鈔票 - 香港金融管理局